# Рострон, Артур Генри
Сэр Артур Генри Рострон (англ. Sir Arthur Henry Rostron; 14 мая 1869 — 4 ноября 1940) — английский капитан компании Cunard Line. Командовал лайнером «Карпатия», спасшим выживших пассажиров «Титаника» 15 апреля 1912 года. После спасения выживших с «Титаника» снискал широкую известность. Был награждён Золотой медалью Конгресса, а после Первой мировой войны орденом Британской империи. В 1931 году получил звание коммодора.

## Биография
Артур Рострон родился в Болтоне, Ланкашир, Великобритания, в семье Джеймса и Нэнси Рострон. С 1882 по 1883 год обучался в школе Болтона, позже вступил в морскую школу Королевского военно-морского флота. В 13 лет впервые вышел в море на линейном корабле «Конвей». После двух лет обучения пошёл в ученики компании «Уэверли Лайн».
В 1887 году Рострон поступил на службу на барк «Ред Гаунтлет» в качестве второго помощника. Вскоре он покинул «Уэверли Лайн» и вступил на барк «Кэмпхилл». В декабре 1894 года Рострон перешёл на пароход «Конкорд» для получения сертификата. В январе 1895 года он поступил на службу в компанию Кунард Лайн, где получил должность четвёртого офицера на океанском лайнере «Умбрия». В течение нескольких лет Рострон плавал на таких кораблях Кунард, как «Аурания», «Этрурия», «Сервия», «Шербур» и «Саксония». В 1907 году Рострона, в качестве первого офицера, направили на лайнер «Лузитания», но за день до первого рейса перевели на «Брезику». В 1911 году он принял на себя командование кораблём «Пеннония».
Как член Военно-морского резерва, Рострон служил в Королевском флоте в 1904-1905 годах, во время Русско-японской войны. После её окончания он получил в командование пассажирский лайнер «Карпатия».

## Спасение пассажиров «Титаника»
«Карпатия» совершала регулярные рейсы между Нью-Йорком и Фиумом, когда в ночь на 15 апреля 1912 года она получила сигнал бедствия от лайнера «Титаник» компании «Уайт Стар Лайн», который столкнулся с айсбергом и тонул. Рострон спал, когда радист «Карпатии», Гарольд Коттам, случайно услышал сигнал в наушнике. Радист немедленно сообщил об этом капитану.
Рострон приказал уточнить координаты, и поставил дополнительных вперёдсмотрящих, чтобы, маневрируя, обойти льдины. «Карпатию» с «Титаником» разделяли 93 км, и машинная команда смогла достичь скорости в 17,5 узлов, при максимальной в 14 узлов. Для преодоления этого расстояния кораблю понадобилось 3 часа. Рострон приказал отключить все приборы, потребляющие электроэнергию, и отопление. Для выживших приготовили одеяла, горячие напитки и бульоны и медицинский экипаж для раненых.
На рассвете была замечена первая спасательная шлюпка. В конечном итоге, из 2228 пассажиров и членов экипажа «Карпатия» спасла 710; один из уцелевших вскоре умер на корабле. После беседы Рострона с директором-распорядителем «Уайт Стар Лайн» Джозефом Брюсом Исмеем, он направил судно в Нью-Йорк.
Позже Рострон давал показания на американском и британском следственных комитетах. Выжившие пассажиры, в том числе Маргарет Браун, вручили Рострону серебряный кубок и золотую медаль за усилия в ночь гибели «Титаника». Позже он был награждён Золотой медалью Конгресса, Американским крестом почёта и золотой медалью от общества Нью-Йорка.

## Дальнейшая жизнь
Рострон продолжал командовать «Карпатией», пока его не перевели на год на «Каронию». С 1913 по 1914 год он командовал «Карманией», «Кампанией» и «Лузитанией». Во время Первой мировой войны командовал «Ауланией».
В сентябре 1915 года Рострон командовал «Мавританией», а в 1916 году «Ивернией». С зимы 1915/1916 годов до 1926-го он был бессменным командиром «Аквитании». В 1919 году Рострон стал Командором ордена Британской империи.
В июне 1919 года Рострон вернулся в командование «Мавританией», а в 1926 году он стал кавалером ордена Британской империи. В июле 1928 года Рострон принял в командование лайнер «Беренгария» и стал коммодором флота Кунард. После своей отставки в мае 1931 года Рострон написал автобиографию «Главное в море».
Когда корабль «Мавритания» в 1935 году направляли в Шотландию на слом, Рострон, от волнения, не стал подниматься на борт, а помахал ему на прощание с пирса.

## Смерть
Рострон умер от пневмонии 4 ноября 1940 года. Был похоронен в церкви Вест-Энд в Саутгемптоне. Рядом с ним похоронена его жена, умершая через три года.